# Radio Exterior de España
Radio Exterior de España è il canale radiofonico internazionale della Radio Nacional de España che trasmette in onde corte, satellite, digitale terrestre e in streaming su Internet.
La stazione nasce come servizio per i cittadini spagnoli all'estero, trasmettendo in 7 lingue tra cui francese, arabo, sefardita, portoghese, russo e inglese, oltre allo spagnolo.

## Cessazione e ripresa delle trasmissioni in onda corta
La radio cessò le trasmissioni in onde corte il 15 ottobre 2014 rendendo noto che altri sistemi di trasmissione sono in grado di offrire una migliore qualità audio di ricezione.
L'emittente radiofonica riprese le trasmissioni in onda corta il 18 dicembre 2014 come servizio complementare, volto quasi esclusivamente agli spagnoli e da quella data, le trasmissioni avvengono in più lingue straniere, a seguito di vibrate proteste da parte dei pescatori spagnoli, impossibilitati a ricevere in mare le trasmissioni via satellite.
Radio Exterior de España nel marzo 2022 ha compiuto 80 anni. Sono trascorsi più di otto decenni da quella prima trasmissione, durante i quali l'emittente radiofonica ha continuato il suo lavoro di servizio pubblico.

## Programmi
- 24 horas, programma serale di informazione e intrattenimento, con notizie di politica, cultura, economia e sport.
- Radiogaceta de los deportes, programma di informazione sportiva, telecronache e commenti alle partite del campionato spagnolo di calcio, basket e altri sport come Formula 1 e MotoGP.
- Españoles en la mar, programma rivolto principalmente ai naviganti.
- Amigos de la onda corta, programma rivolto a radioamatori e dxers.[5]